# Andrena aurihirta
Andrena aurihirta är en biart som beskrevs av Donovan 1977. Andrena aurihirta ingår i släktet sandbin, och familjen grävbin. Inga underarter finns listade i Catalogue of Life.